# (7317) Cabot
(7317) Cabot es un asteroide perteneciente al cinturón de asteroides, descubierto el 12 de marzo de 1940 por György Kulin desde el Observatorio Konkoly, en Hungría.

## Designación y nombre
Cabot se designó inicialmente como 1940 ED.
Más adelante fue nombrado en honor del explorador genovés que recorrió las costas de Norteamérica Juan Caboto (1450 -1499).

## Características orbitales
Cabot orbita a una distancia media del Sol de 2,3313 ua, pudiendo acercarse hasta 1,9790 ua y alejarse hasta 2,6837 ua. Tiene una excentricidad de 0,1511 y una inclinación orbital de 3,9843° grados. Emplea en completar una órbita alrededor del Sol 1300 días.

## Características físicas
Su magnitud absoluta es 14,0. Tiene 5,363 km de diámetro. Su albedo se estima en 0,185. El valor de su periodo de rotación es de 2,237 h.